# C21H24O7
化学式C21H24O7（摩尔质量：388.416 g/mol）可能指：
- 分枝地衣酸（英语：Divaricatic acid），CAS号：491-62-3
- 维司那定（英语：Visnadine），CAS号：477-32-7

|  | 这个同类索引页列出了具有相同分子式的化学物（即同分異構體）条目。 除非您是有意链接至本页，否则应将相应条目的内部链接指向正确的条目。 |